# Josef Horlenius
Josef Horlenius (* um 1460 in Siegen; † Dezember 1521 in Münster; auch Joseph Horlenius) war ein deutscher Humanist und Poet.
Horlenius besuchte unter dem Rektor Alexander Hegius in Deventer die Lateinschule. Es ist unklar, ob er zu dieser Zeit Rudolf von Langen kennengelernt hatte, mit dem er freundschaftlich verbunden war. Um 1486 wurde er Rektor der Lateinschule in Münster. Unter seiner Leitung wurde unter anderen Petrus Mosellanus unterrichtet. 1507 oder 1508 wurde er zum Lehrer an der Domschule in Münster berufen. Dort lernte er ab zirka 1513 bei Johannes Caesarius Griechisch. Vor 1517 ist er wohl in den geistlichen Stand eingetreten. 1521 starb er im Amt als Konrektor an der Pest.

## Werke
- Commentarius in Macarii Mutii carmen de triumpho Christi, Köln 1515.
- Epistola ad Ottonem Warpurgensem (i. e. Beckmann). Antonii Mancinelli versilogus recognitus et auctus per Jos. Horlenium adiectis commentariis Joannis Murmellii, 1515.
- Disticha de passione Christi et eius fructu percipiendo. Cypriani de misericordia atque doctrina Dei ad Donatum liber cum Jos. Horlenii commentario, 1516.
- D. Erasmi compendiaria vitae institutio, insunt elegantes aliquot non ineruditorum virorum epistolae ad Jos. Horlenium.
- Antonii Campani epistolae familiares per Joh. Horlenium selectae, Köln 1516.
- C. Plinii iunioris sacerdotum ex quinto et sexto epistolarum libris collectae, Münster 1519.